# Aleksiej Czuprin
Aleksiej Fiodorowicz Czuprin, ros. Алексей Федорович Чуприн (ur. 1918 we wsi Szczurowo w obwodzie donieckim, zm. 1942 w ZSRR) – radziecki wojskowy (podporucznik), współpracownik Abwehry podczas II wojny światowej.
Służył w Armii Czerwonej, dochodząc do stopnia młodszego porucznika. Podczas wojny z Niemcami dowodził kompanią łączności 1184 Pułku Strzeleckiego 355 Dywizji Strzeleckiej. W połowie lipca 1942 roku dostał się do niewoli. Został osadzony w obozie jenieckim w okupowanym Rżewie. Już pod koniec lipca tego roku podjął kolaborację z Niemcami. Od 30 lipca do 6 września uczestniczył w szkoleniu wywiadowczym w szkole wywiadu w Katyniu. Po jego ukończeniu w nocy z 6 na 7 września w mundurze czerwonoarmisty został przerzucony przez linię frontu w rejon Riazania. Występował pod fałszywym nazwiskiem Aleksieja Fiodorowicza Czumakowa jako podporucznik Specjalnego Oddziału NKWD 49 Armii. Jednakże już 5 października został aresztowany przez funkcjonariuszy NKWD 31 Armii. Po krótkim procesie został skazany na karę śmierci przez rozstrzelanie, którą natychmiast wykonano.